# Имилорское нефтяное месторождение
Месторождение имени А. Усольцева — нефтяное месторождение в России. Расположено в Ханты-Мансийском автономном округе. Открыто в 1981 году. Добыча нефти началась в 2014 году. Оператором месторождения является российская нефтяная компания «Лукойл». В марте 2022 года переименовано в месторождение имени А. Усольцева.
Имилорское месторождение имеет суммарные извлекаемые запасы по категориям С1+С2 в 193 млн т нефти. В связи со сложной моделью залежей участок практически не разработан.
Правильное название месторождения — Имилорское+Западно-Имилорское. Также в состав Имилорского месторождения обычно включают Источное месторождение.